# ارکستر فیلارمونیک لندن
ارکستر فیلارمونیک لندن (انگلیسی: London Philharmonic Orchestra) یکی از پنج ارکستر دائمی مستقر در لندن است، که سر توماس بیچام و مالکوم سرجنت در سال ۱۹۳۲ به‌عنوان رقیبی برای ارکستر سمفونیک لندن و ارکستر سمفونیک بی‌بی‌سی آن را بنیان نهادند.